# Marlene van Niekerk
Marlene van Niekerk (Tygerhoek, 10 de noviembre de 1954 (70 años) es una poeta, escritora y académica sudafricana en afrikáans. Ha escrito la tragicomedia satírica Triomf (1994) y Agaat (2004), ganadora del Premio Hertzog, que exploran temas como la familia, el cambio en la dinámica de poder ocasionado por el fin del apartheid y las desigualdades de raza, género y clase. 

## Biografía
Van Niekerk nació en la granja Tygerhoek, cerca de Caledon, en el Cabo Occidental de Sudáfrica. Asistió a la escuela en Riviersonderend y Stellenbosch y se matriculó en Hoërskool Bloemhof. 
Estudió idiomas y filosofía en la Universidad de Stellenbosch.  Publicó su debut literario siendo aún estudiante: Sprokkelster (1977), un volumen de poesía, ganó el Premio Eugène Marais y el Premio Ingrid Jonker. En 1978 se licenció con una tesis titulada Die aard en belang van die literêre vormgewing in “Also sprach Zarathustra” (La naturaleza y el significado del diseño literario en “Also sprach Zarathustra”). En 1985 obtuvo un doctorado holandés en filosofía por la Universidad de Ámsterdam. Su tesis versó sobre las obras de Claude Lévi-Strauss y Paul Ricoeur, y se tituló Taal en mythe: een estructuralistische en een hermeneutische benadering (Lenguaje y mito: un enfoque estructuralista y hermenéutico).
Posteriormente, Van Niekerk enseñó filosofía en la Universidad de Zululand y en la Universidad de Sudáfrica, y desde 1989 enseñó afrikáans y literatura holandesa en la Universidad de Witwatersrand.  Es profesora asociada en el departamento de afrikáans y holandés de la Universidad de Stellenbosch, donde enseña escritura creativa.  
Su novela Triomf, ha conseguido varios premios, entre ellos el Premio Noma de publicación de África y se ha llevado al cine.
En una entrevista sobre su novela Agaat, dijo que se había inspirado en su experiencia siendo tratada como intrusa en su comunidad por ser lesbiana.

## Obra

### Teatro
Durante sus estudios universitarios, van Niekerk escribió tres obras para teatro amateur. En 1979 se trasladó a Alemania para estudiar dirección en teatros de Stuttgart y Maguncia.  En abril de 2011, su obra Die korstondige raklewe van Anastasia W, ambientada en una funeraria, se representó en Stellenbosch bajo la dirección de Marthinus Basson.   Dividió al público (y provocó varias cartas airadas al editor en periódicos afrikáans),  una crítica favorable la calificó de «asalto barroco de formas, lenguajes, juegos de palabras, lirismo, interludios tragicómicos operísticos, alienación teatral brechtiana y violencia simbólica desgarradora».

### Novelas

#### Triomf(1994)
Triomf (1994) es una tragicomedia sobre la familia Benade: Mol, sus hermanos Treppie y Pop, y su hijo Lambert. Desempleados, viven en Triomf («triunfo»), un suburbio blanco pobre de Johannesburgo, construido sobre las ruinas de Sophiatown, el famoso barrio negro, después de que el gobierno del apartheid lo arrasara en los años cincuenta. El libro comienza a finales de 1993, con la inminencia de las primeras elecciones democráticas en Sudáfrica, y narra las relaciones entre los Benade -que oscilan entre la hostilidad y la intimidad- y sus dificultades para adaptarse a la nueva Sudáfrica posterior al apartheid.  Entre otros temas, la novela explora los problemas de clase del apartheid y la situación de los blancos pobres de Sudáfrica, que, según van Niekerk, eran aparentemente los beneficiarios del apartheid, pero en realidad se vieron oprimidos y desfigurados por su ideología.
En general, aunque no exclusivamente, recibió críticas positivas, tanto en Sudáfrica como en el extranjero. El New York Times la calificó de "única novela tragicómica de categoría mundial de Sudáfrica".  Los críticos elogiaron la eficacia del tratamiento satírico que van Niekerk hace del racismo y el sexismo de los Benade.  

#### Agaat(2004)
Agaat (2004), la segunda novela de van Niekerk, transcurre en 1996, cuando Kamilla (Milla) de Wet se encuentra en las últimas fases de la enfermedad neuronal motora, deteriorándose día a día hasta la parálisis total y siendo capaz de comunicarse sólo con parpadeos y miradas. Agaat es el nombre que ha dado a su criada de toda la vida, de la que ahora depende para su cuidado. De este modo, el cambio en la dinámica de poder entre Milla y Agaat refleja el que se está produciendo a escala nacional en la Sudáfrica posterior al apartheid. Mediante la narración en primera persona y extractos de sus diarios de los años cincuenta, Milla reflexiona sobre su vida anterior, a medida que su relación con Agaat empieza a cobrar una importancia extraordinaria en sus recuerdos, eclipsando sus relaciones con su hijo y con otros hombres. 

## Reconocimientos
En 2011, el presidente sudafricano le otorgó a van Niekerk la Orden de Ikhamanga (Plata) por su "destacada contribución intelectual a las artes literarias y la cultura". Fue nominada al Premio Internacional Man Booker 2015 y cuenta con doctorados honoris causa de la Universidad de Tilburg y la Universidad de Stellenbosch.  

## Obra

### Poesía
- Sprokkelster, Human & Rousseau, Ciudad del Cabo, 1977
- Groenstaar, Human & Rousseau, Ciudad del Cabo, 1983
- Kaar,[24] Human & Rousseau, Le Cap 2013
- Gesant van die mispels: gedigte por skilderye van Adriaen Coorte ca. 1659-1707 (2017)
- In die stille agterkamer: gedigte de skilderye van Jan Mankes 1889-1920 (2017)

### Novela
- Die vrou wat haar verkyker vergeet het, HAUM-Literêr, Pretoria 1992
- Die oog van die meester, Human & Rousseau, Le Cap 1995
- Die sneeuslaper, Human & Rousseau, Le Cap 2010
- Triomf, Ciudad del Cabo, 1994
- Agaat, Ciudad del Cabo, 2004
- Memorandum - 'n Verhaal met prente, Human & Rousseau, Ciudad del Cabo, 2006